# Biddisham
Biddisham är en by i civil parish Badgworth, i enhetskommunen Somerset, i grevskapet Somerset, i England. Byn är belägen 9 km från Burnham-on-Crouch. Biddisham var en civil parish fram till 1933 när blev den en del av Badgworth. Civil parish hade 90 invånare år 1931.